# Lytro
Lytro Inc. war eine US-amerikanische Firma, mit Sitz in Mountain View, Kalifornien, die plenoptische Kameras für Privatnutzer herstellte. Die Geräte ermöglichten es, erst nach der Aufnahme festzulegen, welcher Bildbereich scharfgestellt ist. Die Firma gab am 28. März 2018 bekannt, die Geschäftstätigkeit einzustellen.

## Geschichte

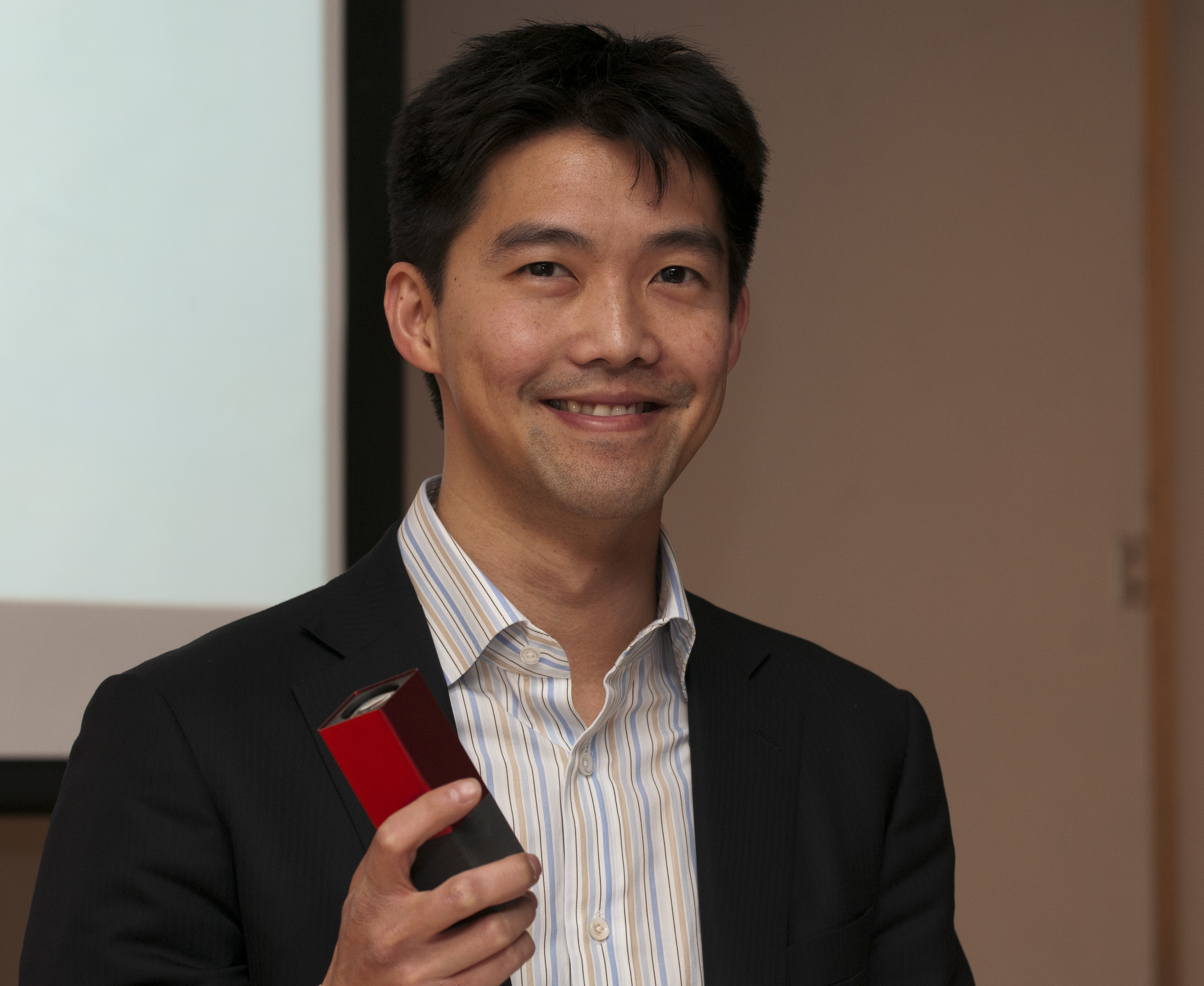
Firmengründer Ren Ng mit Lytro-Kamera

Der Informatiker Ren Ng, der zuvor an der Stanford University zu Lichtfeldern forschte und schließlich darüber promovierte, gründete die Firma 2006 unter dem Namen Refocus Imaging. Chef war Jason Rosenthal. Das erste Modell brachte Lytro 2012 in den USA auf den Markt; seit Juli 2013 war es auch in Deutschland verfügbar. Im April 2014 stellte Lytro mit der Illum die zweite Generation ihrer Kameras vor. Diese war als Bridgekamera konstruiert und seit dem Sommer 2014 in Deutschland verfügbar. Im April 2016 wurde das Angebot von Lichtfeldkameras für Privatkunden eingestellt. Lytro konzentrierte sich fortan auf die Entwicklung einer Lichtfeld-VR-Plattform.
Am 28. März 2018 wurde über den Unternehmensblog bekannt gegeben, dass das Unternehmen seine Geschäftstätigkeit einstellen werde. Wenige Tage zuvor wurde in der Presse bereits spekuliert, dass Google das Unternehmen für einen Betrag zwischen 25 und 40 Millionen US-Dollar übernehmen wolle. Eine offizielle Stellungnahme seitens Google wurde noch nicht gegeben. Bekannt wurde, dass Google wohl große Teile des Teams übernehmen werde.

## Technik

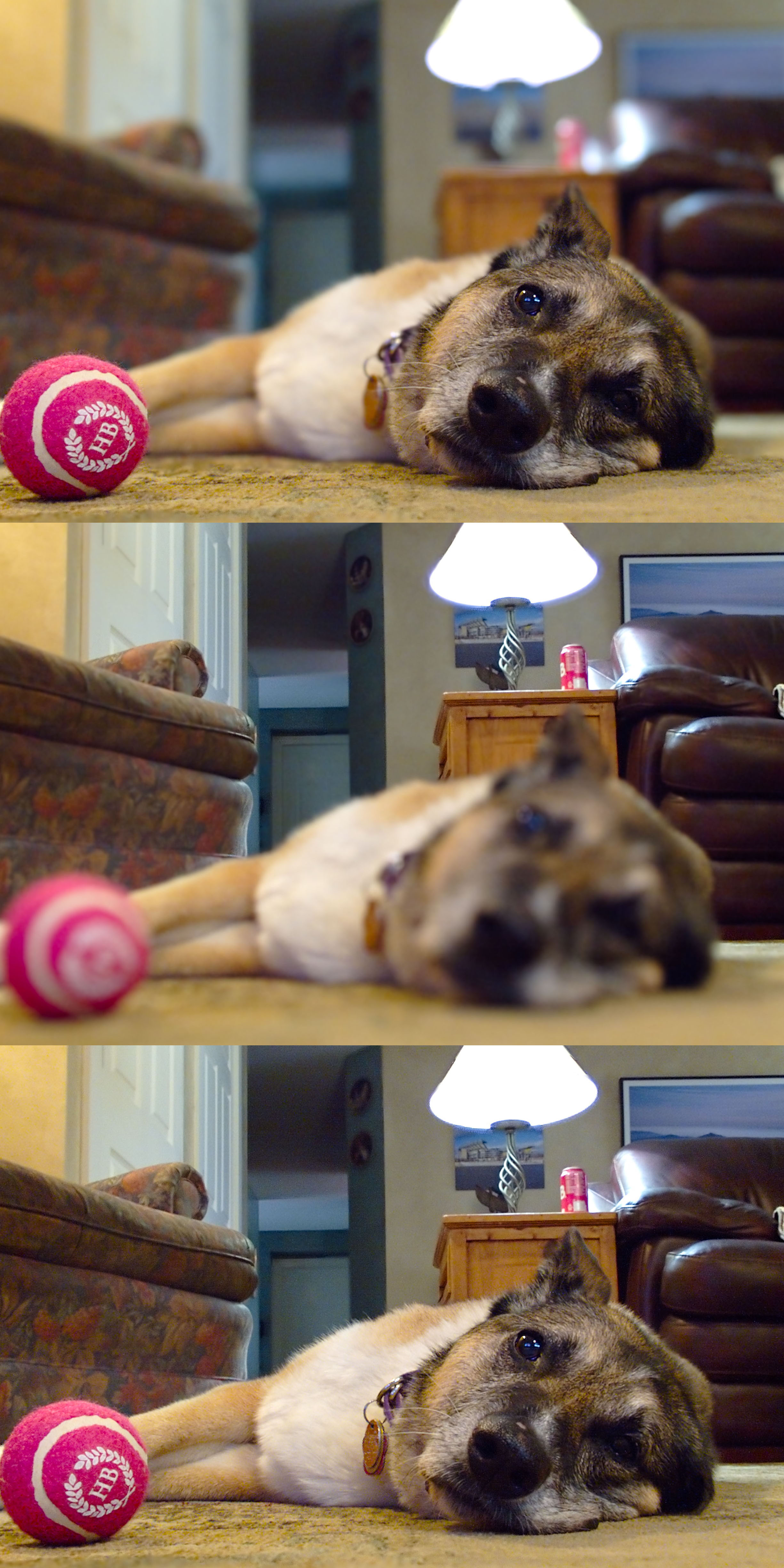
Fokussierung und Einstellung der Schärfentiefe nach der Aufnahme, in der Lytro-Software. Oben: nah, Mitte: weit, Unten: volle Fokustiefe

Bei der plenoptischen Fotografie, auch als Lichtfeld-Fotografie bekannt, erfasst die Kamera nicht nur die Position und Intensität der einfallenden Lichtstrahlen, sondern auch deren Richtung. Möglich wird diese Lichtfeldmessung durch ein Gitter aus mehreren Mikrolinsen vor dem Bildsensor.
Die Software der Kamera kann aus diesen Daten Bilder mit unterschiedlicher Fokussierung und Blendeneinstellung errechnen. Somit ist es z. B. möglich, den Fokus nach der Belichtung neu festzulegen.
Da für die Aufnahme des Lichtfeldes jeder Pixel mehrfach aufgenommen werden muss, ist die 2D-Auflösung im Vergleich zu einer herkömmlichen Kamera mit vergleichbarem Bildsensor sehr begrenzt. Zudem ist die Dateigröße der aufgenommenen Bilder und der benötigte Rechenaufwand im Vergleich zu einem 2D-Bild deutlich höher.

## Produkte

### Lytro
Der Lichtfeldsensor der seit 2012 erhältlichen Lytro ist in 540×540 Positionen zu je 6×6 Richtungen organisiert, liefert also 10,5 Megaray. Die von der proprietären Software exportierten 2D-Bilder sind auf 1080×1080 Pixel interpoliert. Die Kamera hat einen 8-fach optischen Zoom. Die mit dem Zoom gekoppelte Blende hält die Blendenzahl konstant auf f/2.0, was dem Arbeitsprinzip des Sensors geschuldet ist. Eine optische Fokussierung ist nicht vorhanden, die Schärfentiefe erstreckt sich von kurz vor dem Objektiv bis unendlich, mit entsprechend grober Tiefenauflösung.
Die Kamera ist quaderförmig mit quadratischem Querschnitt, 11,2 Zentimeter lang und hat eine Masse von 214 Gramm. Auf der Rückseite befindet sich ein Touchscreen-LCD mit 1,52 Zoll Diagonale. Die Kamera ist mit 8 und 16 GB Flashspeicher erhältlich, ausreichend für ca. 350 bzw. 750 3D-Bilder. Außerdem bietet sie USB- und WLAN-Schnittstellen.

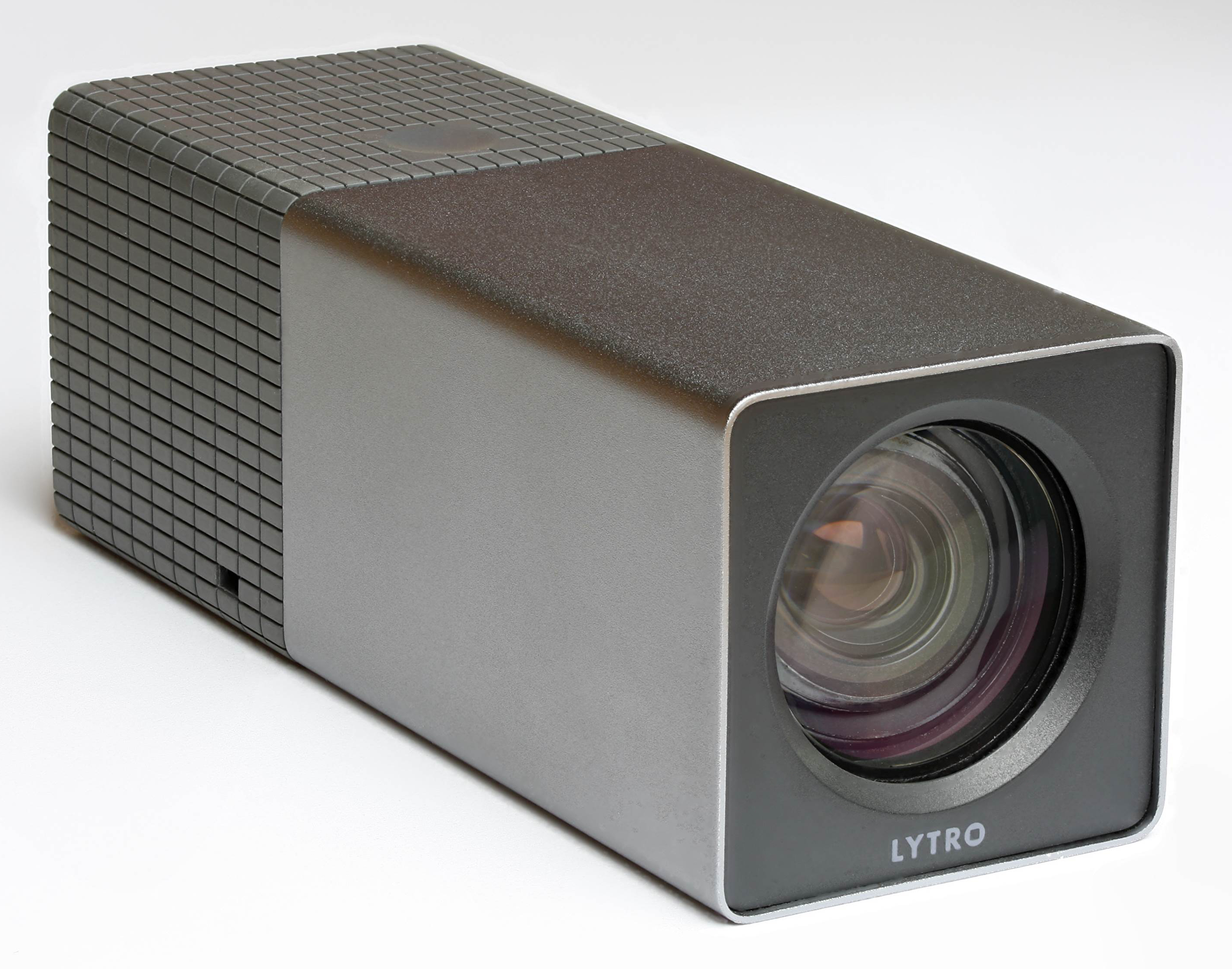
Vorderseite
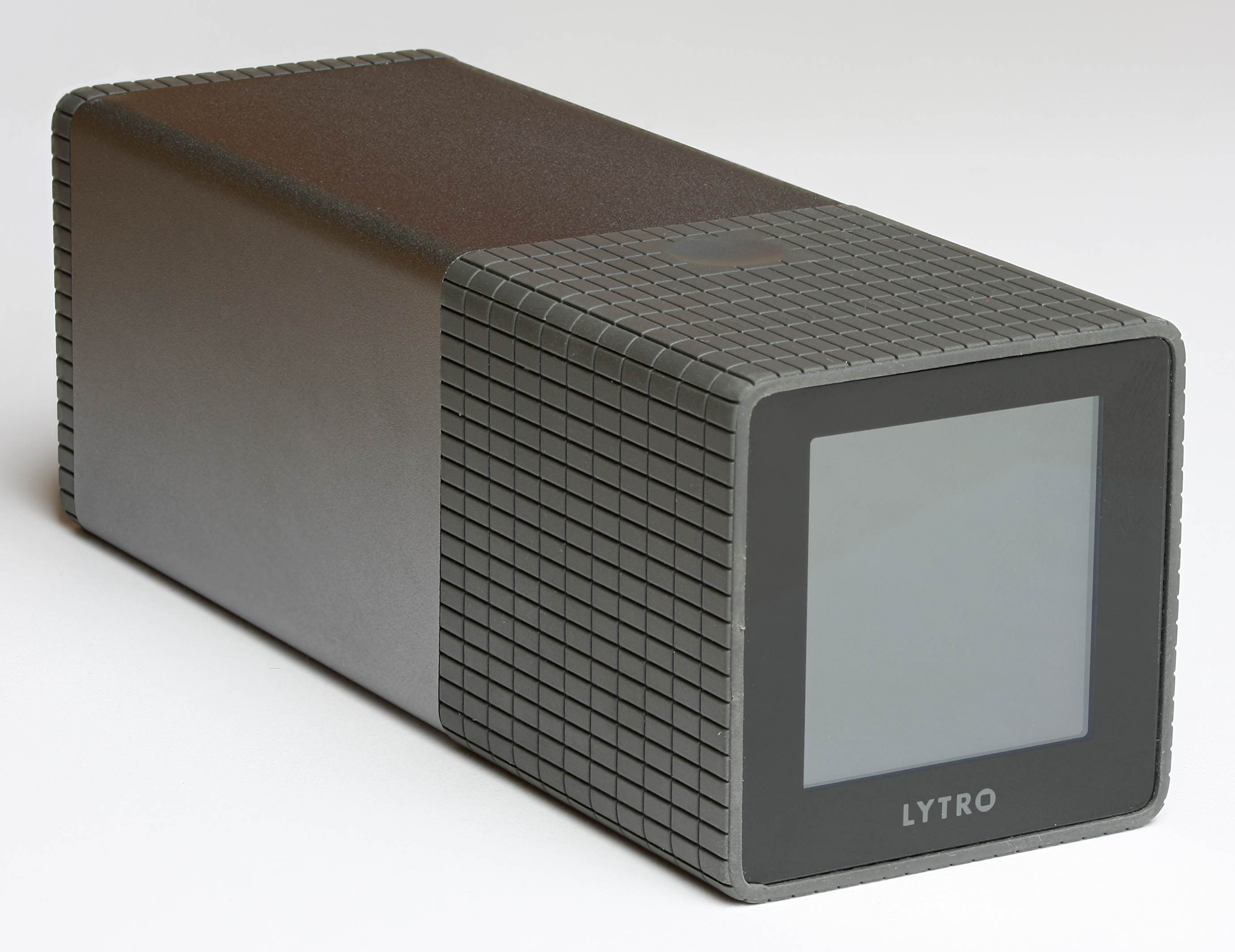
Rückseite
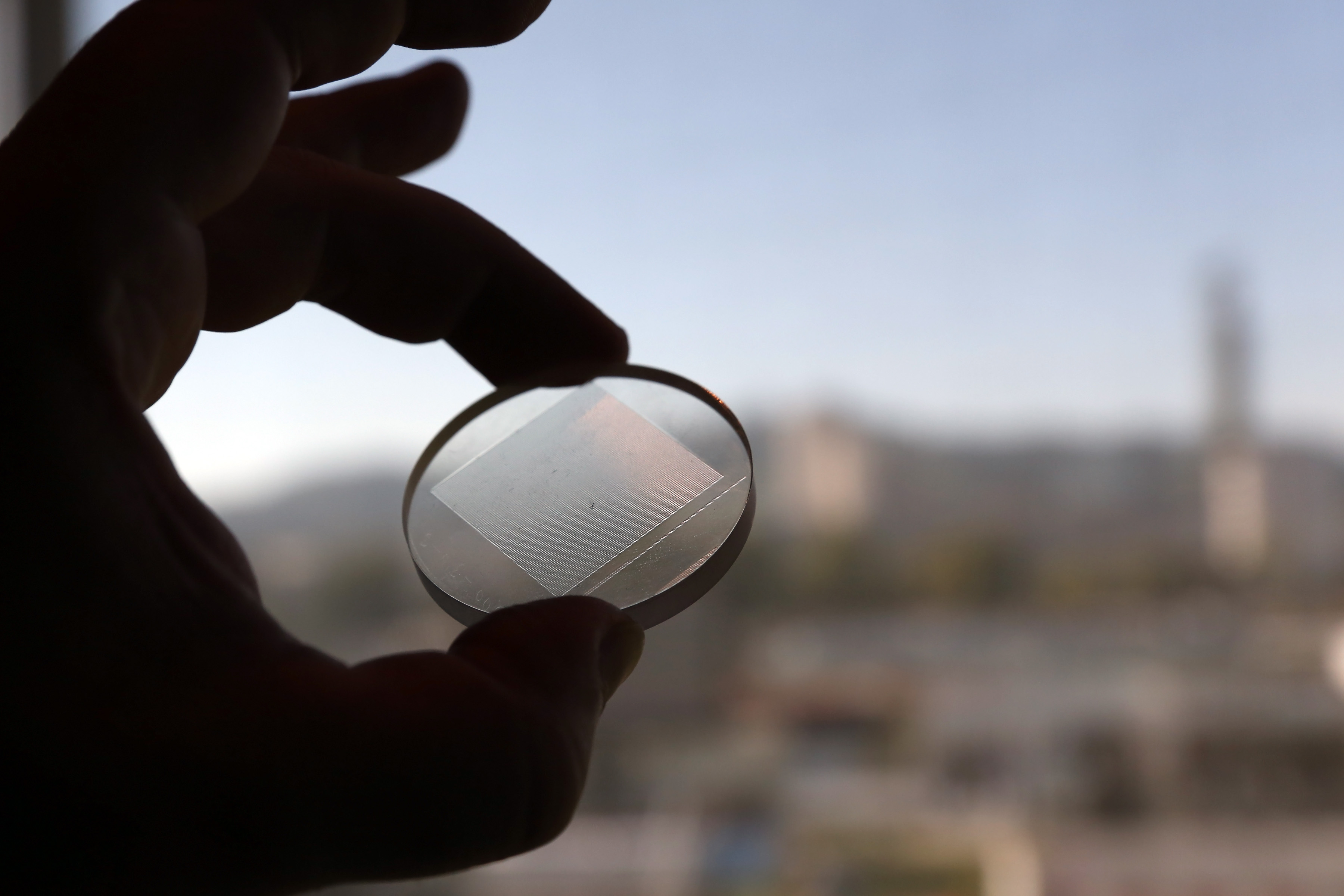
Muster eines Mikrolinsengitters

### Lytro ILLUM
Das Nachfolgemodell, die Lytro ILLUM, kam im Sommer 2014 heraus. Der CCD-Sensor ist mit 13 mm Diagonale (1/1,2-Zoll-Format) größer; entsprechend ist das Zoomobjektiv gewachsen (weiterhin kleinbildäquivalente 30 bis 250 mm, f/2.0). Die Zunahme auf 40 Megaray kommt voll der 2D-Auflösung zugute, die nun nominal 4 Megapixel beträgt (2450×1634 interpoliert), effektiv 1,5 bis 2 Megapixel. Die Zahl der Tiefenstufen ist unverändert, allerdings verteilt auf eine deutlich geringere Schärfentiefe: Der Entfernungsbereich, der sich im Post-Prozessing ohne deutliche Qualitätseinbuße scharfrechnen lässt, wird durch eine optische Fokussierung verschoben und ist vor der Aufnahme festzulegen, z. B. von 20 bis 30 Zentimeter, von 0,6 Meter bis 1 Meter oder von 1,5 Meter bis unendlich (die Größe des Bereichs kann durch „knapp eine Dioptrie“ beschrieben werden). Dabei unterstützt die Kamera den Nutzer durch ein Tiefenhistogramm auf dem 4″-Touchscreen oder durch einen Tiefenbereichs-Autofocus.
Die Beschränkung des Tiefenbereichs kam der Bildqualität zugute, die aber für den professionellen Einsatz noch nicht ausreichte. Der Absatz war so gering, dass die Produktion bereits im Frühjahr 2015 eingestellt und der Consumer-Markt aufgegeben wurde.

### Lytro Immerge
Für den professionellen Bereich entwickelte die Firma die Lytro Immerge, ein planares Array aus 95 einzelnen Video-Kameras mit einem Durchmesser von etwa 1,2 Metern. Durch die größere Basisbreite ist die Tiefeninformation viel präziser. Zudem werden die winkelabhängigen Reflexionseigenschaften der Oberflächen und die Einfallsrichtung des Lichts geschätzt. Die zugehörige Software errechnet aus den Daten ein 3D-Modell der bewegten Szene, in dem Nutzer per VR-Brille nicht nur den Blick wenden und Tiefe wahrnehmen können, sondern sich in einem begrenzten Bereich auch bewegen können (sechs Freiheitsgrade, 6DoF).

## Finanzierung
Lytro hat insgesamt 150 Millionen Dollar Finanzierung erhalten. Zu den Investoren zählt der Risikokapitalgeber Andreessen Horowitz.